# 1075 w polityce

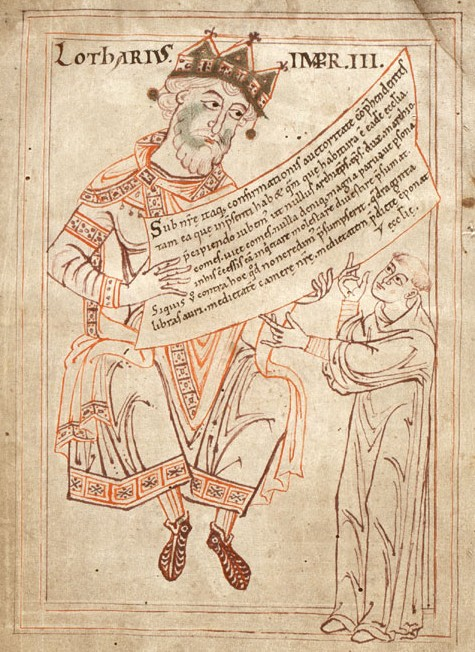
Lotar III, cesarz rzymski

Wydarzenia polityczne w 1075 roku.

## Wydarzenia
- Papież Grzegorz VII[1] wydaje Dictatus papae[2].
- zbliżenie między Bolesławem Śmiałym a papieżem Grzegorzem VII[3]
- 9 czerwca bitwa pod Langensalzą. Henryk IV Salicki pokonuje zbuntowanych baronów[4].

## Urodzili się
- Lotar III, cesarz rzymski[5].

## Zmarli
- 10 czerwca Ernest I Mężny, margrabia Austrii[6].